# لئوناردو کولوچی
لئوناردو کولوچی (انگلیسی: Leonardo Colucci؛ زادهٔ ۲۹ دسامبر ۱۹۷۲) بازیکن فوتبال اهل ایتالیا است.
از باشگاه‌هایی که در آن بازی کرده‌است می‌توان به باشگاه فوتبال هلاس ورونا، باشگاه فوتبال مودنا، باشگاه ورزشی لاتزیو، باشگاه فوتبال کرمونزه، باشگاه فوتبال بولونیا، باشگاه فوتبال کالیاری، باشگاه فوتبال رجانا، و باشگاه فوتبال چزنا اشاره کرد.